# Carlos Pedro Zilli
Carlos Pedro Zilli PIME (* 7. Oktober 1954 in Santa Cruz do Rio Pardo; † 31. März 2021 in Bissau, Guinea-Bissau) war ein brasilianischer Geistlicher und römisch-katholischer Bischof von Bafatá.

## Leben
Carlos Pedro Zilli trat der Ordensgemeinschaft des Päpstlichen Instituts für die auswärtigen Missionen bei, legte die ewige Profess am 6. Juli 1984 ab und empfing am 5. Januar 1985 die Priesterweihe. Obwohl Dom Pedro seit Beginn seines Ordenslebens in Afrika tätig war, kehrte er 1998 nach Brasilien zurück. Er übernahm die Ausbildung von PIME-Seminaristen und war Vize-Provinzial für Brasilien-Süd.
Papst Johannes Paul II. ernannte ihn am 13. März 2001 zum ersten Bischof des mit gleichem Datum errichteten Bistums Bafatá. Der Erzbischof von Londrina, Albano Bortoletto Cavallin, spendete ihm am 30. Juni desselben Jahres die Bischofsweihe; Mitkonsekratoren waren José Câmnate na Bissign, Bischof von Bissau, und Giuliano Frigeni PIME, Bischof von Parintins.
Bischof Zilli starb Ende März 2021 im Alter von 66 Jahren an einer COVID-19-Erkrankung im Hospital de Cumura in Bissau. Die brasilianische Bischofskonferenz CNBB bezeichnete ihn als „großen Missionar, Vater und Seelsorger des guineischen Volkes und aller Missionare, die nach Guinea-Bissau gesandt wurden“. Ebenfalls drückte Umaro Sissoco Embaló, Staatspräsident von Guinea-Bissau, seine Anteilnahme aus.